# Berteștii de Jos
Bertestii de Jos là một xã thuộc hạt Brăila, România. Dân số thời điểm năm 2002 là 3305 người.